# 蘇俄紅軍南線反攻勢
苏俄红军南线反攻势（1919年8月14日至9月12日）是俄国内战期间红军南方阵线部队对安东·邓尼金的白卫军的一次反攻势。主要针对顿河地区的白军。尽管红军的部队无法执行任务，但他们的行动还是推迟了邓尼金军队随后的进攻。